# 李揆媛
李 揆媛（イ・ギュウォン、ハングル表記：이규원、1965年1月23日 - ）は、大韓民国の韓国放送公社 (KBS) 所属のアナウンサー。

## 学歴
- 徳成女子高等学敎
- 梨花女子大学校 敎育学科

## 経歴
1987年 14期 KBS 公採のアナウンサー。姉もMBCのアナウンサーで、姉妹でアナウンサーになったとして話題になった。1988年からはKBSの看板番組である午後9時のニュースを担当した。

## 担当番組

### テレビ
- TV批評 視聽者デスク - 視聴者の目(ko:TV비평 시청자데스크 - 시청자의 눈)（KBS 1TV）

### ニュース
- KBSニュース5 (ko:KBS 뉴스 5)